# أرتورو ماتا
كان أرتورو ماتا (مدريد ، 15 ديسمبر 1844 - مدريد ، 6 نوفمبر 1920) مخططًا حضريًا ومهندسًا وصحفيًا إسبانيًا ، اشتهر بتصميمه وتطويره لمفهوم المدينة الخطية.

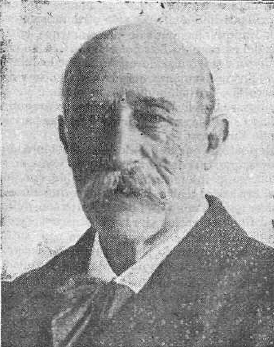
ارتورو ماتا